# Restauration de l'Ukraine
Pour les articles homonymes, voir Restauration.
Restauration de l'Ukraine (en ukrainien : Відновлення України) est un groupe parlementaire de la Rada ukrainienne fondé en 2022 par Ihor Abramovytch et Maksy Efimov (aussi connu sous le nom de Maksym Efimov).

## Historique
Le parti provient de la dissidence depuis Plateforme d'opposition – Pour la vie et de Serviteur du peuple (parti politique).

### Députés
Liste des députés, avec leurs positions sur la liste
- Ihor Abramovitch («ОПЗЖ» OPZJ)
- Anatoly Bourmitch («ОПЗЖ»)
- Valéry Hnatenko («ОПЗЖ»)
- Dmytro Issaenko («ОПЗЖ»)
- Ihor Kissilyov  («ОПЗЖ»)
- Olexandr Loukachev («ОПЗЖ»)
- Volodymyr Moroz («ОПЗЖ»)
- Tetyana Platchkova («ОПЗЖ»)
- Natalia Prykhodko («ОПЗЖ»)
- Antonina Slavytska («ОПЗЖ»)
- Vadim Stolar («ОПЗЖ»)
- Oleksandr Feldman («ОПЗЖ»)
- Maksym Efimov  (Dovira «Довіра»)
- Oleksandr Kovalev (Dovira «Довіра»)
- Oleg Voronko (позафракційний)
- Artem Dmytrouk (позафракційний)
- Oleksandr Iourtchenko (позафракційний)